# 대한장애인태권도협회
대한장애인태권도협회(大韓障礙人跆拳道協會, Korea Para Taekwondo Association, KPTA)는 대한민국의 장애인 태권도를 관할하는 스포츠 행정 기구이다. 2009년에 대한장애인체육회의 가맹 종목 단체로 승인되었다.

## 참고 문헌
- “대한장애인체육회 가맹 단체”. 대한장애인체육회.
- 《2019 체육백서》. 대한민국 문화체육관광부. 2021.
- 《2022 체육백서》. 대한민국 문화체육관광부. 2024.

## 같이 보기
- 대한민국의 장애인 태권도
- 대한민국태권도협회